# Río Orcajahuira
Río Orcajahuira är ett  vattendrag  i Bolivia.   Det är beläge i departementet La Paz, i den centrala delen av landet, 400 km nordväst om huvudstaden Sucre.
Området kring Río Orcajahuira är i huvudsak tätbebyggt och tätbefolkat, med 343 invånare per kvadratkilometer.